# داني ماسترتون
داني ماسترتون (بالإنجليزية: Danny Masterton)‏ هو لاعب كرة قدم بريطاني في مركز الهجوم، ولد في 5 سبتمبر 1954 في آير في المملكة المتحدة، وتوفي في 6 يناير 2020. لعب مع كوين أوف ساوث ونادي آير يونايتد ونادي كلايد.

## وصلات خارجية
- داني ماسترتون على موقع قاعدة بيانات كرة القدم.إي يو (الإنجليزية)